# Albarreal de Tajo
Albarreal de Tajo – gmina w Hiszpanii, w prowincji Toledo, w Kastylii-La Mancha, o powierzchni 41,58 km². W 2011 roku gmina liczyła 743 mieszkańców.